# Grab der gefallenen Kämpfer (Travnik)

Enthüllung der Frauenfigur

Das Grab der gefallenen Kämpfer der Volksbefreiungsarmee und Partisaneneinheiten Jugoslawiens (bosnisch grobnica palih boraca NOR) in der bosnisch-herzegowinischen Stadt Travnik ist ein Massengrab und zugleich ein Denkmal, das die sterblichen Überreste von 94 gefallenen jugoslawischen Partisanen bewahrt. Dazu gehört eine Skulptur, die durch Einheimische umgangssprachlich „Mutter“ (bosnisch majka) genannt wird. Errichtet wurde das Grabdenkmal am 22. Oktober 1961, am gleichen Tag, der auch als Tag der Befreiung in Travnik von der Besatzung im Zweiten Weltkrieg zelebriert wurde.

## Geschichte
Das Ossarium wurde vom Architekten Juraj Neidhardt entworfen und hätte anfänglich Teil eines geplanten Gedenkparks werden sollen. In der oberen linken Ecke des Grabes befindet sich die von Zdenko Grgić, einem Künstler aus Sarajevo, gemeißelte Skulptur „Mutter“. Die Frauenfigur symbolisiert die Mutter eines gefallenen Soldaten und verkörpert den mütterlichen Schmerz um die getöteten Kinder und die verlorene Jugend. 1974 wurde die Grabanlage erstmals saniert. Im Zuge des Bosnienkrieges wurde am 12. März 1993 der Kopf der Frauenfigur mittels Sprengstoff von Unbekannten zerstört, jedoch ist der Vorfall nicht im polizeilichen Kriegsarchiv vermerkt. Unter Mitwirkung des Vereins der Antifaschisten und Kämpfer der Volksbefreiungsarmee 1941–1945 Travnik, dem Heimatmuseum Travnik und der Gemeinde- sowie Kantonalbehörden wurde das Denkmal im Jahr 2014 durch den einheimischen Bildhauer Dejan Pranjković dem ursprünglichen Aussehen nahezu gleich wiedererrichtet. Zudem wurde ein neuer Text auf der Platte aus weißem Marmor eingraviert:
"An diesem Gedenkort gedenken wir, mit gebührendem Respekt, den Partisanenkämpfern, die in der Volksbefreiungsbewegung im Kampf gegen die Faschisten von 1941–1945 ihr Leben für die Freiheit der Region Travnik aufopferten, Tod dem Faschismus (roter fünfzackiger Stern) Freiheit dem Volk!“